# Draft WNBA 2002
Il Draft WNBA 2002 fu il sesto draft tenuto dalla WNBA e si svolse il 20 aprile 2002.
|  | Giocatrici selezionate per l'all-star game WNBA |

## Primo giro
| Scelta | Giocatrice              | Nazionalità | Squadra WNBA        | College/Squadra di club |
| ------ | ----------------------- | ----------- | ------------------- | ----------------------- |
| 1      | Sue Bird (G)            | Stati Uniti | Seattle Storm       | UConn Huskies           |
| 2      | Swin Cash (F)           | Stati Uniti | Detroit Shock       | UConn Huskies           |
| 3      | Stacey Dales (G)        | Canada      | Washington Mystics  | Oklahoma Sooners        |
| 4      | Asjha Jones (F)         | Stati Uniti | Washington Mystics  | UConn Huskies           |
| 5      | Nikki Teasley (G)       | Stati Uniti | Portland Fire       | N. Carol. Tar Heels     |
| 6      | Tamika Williams (F)     | Stati Uniti | Minnesota Lynx      | UConn Huskies           |
| 7      | Sheila Lambert (G)      | Stati Uniti | Charlotte Sting     | Baylor Bears            |
| 8      | Deanna Jackson (F)      | Stati Uniti | Cleveland Rockers   | Alabama Crim. Tide      |
| 9      | Shaunzinski Gortman (G) | Stati Uniti | Charlotte Sting     | S.C. Gamecocks          |
| 10     | Michelle Snow (C)       | Stati Uniti | Houston Comets      | Tenn. L. Volunteers     |
| 11     | Danielle Crockrom (F)   | Stati Uniti | Utah Starzz         | Baylor Bears            |
| 12     | Hamchétou Maïga (G/F)   | Mali        | Sacramento Monarchs | ODU L. Monarchs         |
| 13     | Tawana McDonald (C)     | Stati Uniti | Indiana Fever       | Georgia L. Bulld.       |
| 14     | LaNeishea Caufield (G)  | Stati Uniti | Utah Starzz         | Oklahoma Sooners        |
| 15     | Tamara Moore (G/F)      | Stati Uniti | Miami Sol           | Wisconsin Badgers       |
| 16     | Rosalind Ross (G)       | Stati Uniti | Los Angeles Sparks  | Oklahoma Sooners        |

## Secondo giro
| Scelta | Giocatrice              | Nazionalità | Squadra WNBA       | College/Squadra di club |
| ------ | ----------------------- | ----------- | ------------------ | ----------------------- |
| 17     | Zuzana Klimešová (F)    | Rep. Ceca   | Indiana Fever      | Vand. Commodores        |
| 18     | Lenae Williams (G/F)    | Stati Uniti | Detroit Shock      | DePaul B. Demons        |
| 19     | Lucienne Berthieu (F/C) | Francia     | Seattle Storm      | ODU L. Monarchs         |
| 20     | Ayana Walker (F)        | Stati Uniti | Detroit Shock      | L.T. Lady Techsters     |
| 21     | Jill Chapman (C)        | Stati Uniti | Detroit Shock      | Indiana Hoosiers        |
| 22     | Kathy Wambe (G)         | Belgio      | Detroit Shock      | Dexia Namur             |
| 23     | Davalyn Cunningham (F)  | Stati Uniti | Orlando Miracle    | Rutgers S. Knights      |
| 24     | Brandi McCain (G)       | Stati Uniti | Cleveland Rockers  | Florida Gators          |
| 25     | Tootie Shaw (F)         | Stati Uniti | Phoenix Mercury    | WSU Shockers            |
| 26     | Linda Fröhlich (F)      | Germania    | New York Liberty   | UNLV Lady Rebels        |
| 27     | Andrea Gardner (F/C)    | Stati Uniti | Utah Starzz        | Howard Bison            |
| 28     | Felicia Ragland (G)     | Stati Uniti | Seattle Storm      | Oregon St. Beavers      |
| 29     | Lindsey Yamasaki (G/F)  | Stati Uniti | Miami Sol          | Stanford Cardinal       |
| 30     | Gergana Slavčeva (G)    | Bulgaria    | Los Angeles Sparks | FIU Panthers            |
| 31     | Angie Welle (C)         | Stati Uniti | Cleveland Rockers  | Iowa St. Cyclones       |
| 32     | Jackie Higgins (F/C)    | Stati Uniti | Los Angeles Sparks | N. Carol. Tar Heels     |

## Terzo giro
| Scelta | Giocatrice            | Nazionalità | Squadra WNBA        | College/Squadra di club |
| ------ | --------------------- | ----------- | ------------------- | ----------------------- |
| 33     | LaNisha Cartwell (C)  | Stati Uniti | Washington Mystics  | Alabama Crim. Tide      |
| 34     | Kelly Komara (G)      | Stati Uniti | Indiana Fever       | Purdue Boilerm.         |
| 35     | Takeisha Lewis (F/C)  | Stati Uniti | Seattle Storm       | L.T. Lady Techsters     |
| 36     | Teresa Geter (F/C)    | Stati Uniti | Washington Mystics  | S.C. Gamecocks          |
| 37     | Mandy Nightingale (G) | Stati Uniti | Portland Fire       | Colorado Buffaloes      |
| 38     | Lindsey Meder (G)     | Stati Uniti | Minnesota Lynx      | Iowa Hawkeyes           |
| 39     | Saundra Jackson (C)   | Stati Uniti | Orlando Miracle     | Ole Miss Rebels         |
| 40     | Kayte Christensen (F) | Stati Uniti | Phoenix Mercury     | UCSB Gauchos            |
| 41     | Edniesha Curry (G)    | Stati Uniti | Charlotte Sting     | Oregon Ducks            |
| 42     | Shondra Johnson (G)   | Stati Uniti | Houston Comets      | Alabama Crim. Tide      |
| 43     | Edmarie Lumbsley (C)  | Stati Uniti | Utah Starzz         | Mobile Rams             |
| 44     | Alayne Ingram (G)     | Stati Uniti | Sacramento Monarchs | Michigan Wolver.        |
| 45     | Jerica Watson (F)     | Stati Uniti | Miami Sol           | Iowa Hawkeyes           |
| 46     | Tracy Gahan (G)       | Stati Uniti | New York Liberty    | Iowa St. Cyclones       |
| 47     | Ericka Haney (G/F)    | Stati Uniti | Detroit Shock       | N. Dame F. Irish        |
| 48     | Rashana Barnes (F)    | Stati Uniti | Los Angeles Sparks  | Penn State L. Lions     |

## Quarto giro
| Scelta | Giocatrice            | Nazionalità  | Squadra WNBA        | College/Squadra di club |
| ------ | --------------------- | ------------ | ------------------- | ----------------------- |
| 49     | LaKeisha Taylor (C)   | Stati Uniti  | Indiana Fever       | Arizona Wildcats        |
| 50     | Melody Johnson (C)    | Stati Uniti  | Portland Fire       | ASU Sun Devils          |
| 51     | Jermisha Dosty (C)    | Stati Uniti  | Sacramento Monarchs | Saint Mary's Gaels      |
| 52     | Jillian Danker (G/F)  | Stati Uniti  | Indiana Fever       | Vand. Commodores        |
| 53     | Monique Cardenas (G)  | Stati Uniti  | Portland Fire       | Florida Gators          |
| 54     | Shárron Francis (G)   | Stati Uniti  | Minnesota Lynx      | ODU L. Monarchs         |
| 55     | Tomeka Brown (G)      | Stati Uniti  | Orlando Miracle     | Ohio St. Buckeyes       |
| 56     | Amba Kongolo (F/C)    | RD del Congo | Phoenix Mercury     | NCCU Lady Eagles        |
| 57     | Jessie Stomski (F)    | Stati Uniti  | Charlotte Sting     | Wisconsin Badgers       |
| 58     | Cori Enghusen (C)     | Stati Uniti  | Houston Comets      | Stanford Cardinal       |
| 59     | Jaclyn Winfield (G)   | Stati Uniti  | Utah Starzz         | Southern Lady Jaguars   |
| 60     | Elizabeth Pickney (F) | Stati Uniti  | Sacramento Monarchs | Arizona Wildcats        |
| 61     | Jerkisha Dosty (F)    | Stati Uniti  | Miami Sol           | Saint Mary's Gaels      |
| 62     | Deedee Warley (F)     | Stati Uniti  | New York Liberty    | Maryland Terrapins      |
| 63     | Marché Strickland (G) | Stati Uniti  | Cleveland Rockers   | Maryland Terrapins      |
| 64     | Tiffany Thompson (F)  | Stati Uniti  | Los Angeles Sparks  | ODU L. Monarchs         |